# شریا گوشال
شْرِیا گوشال (انگلیسی: Shreya Ghoshal؛ زادهٔ ۱۲ مارس ۱۹۸۴) موسیقی‌دان اهل هند است. وی همچنین برندهٔ جوایزی همچون جایزه فیلم‌فیر و جایزه فیلم‌فیر جنوب شده‌است.

## پیشینه
شریا گوشال (زادهٔ ۱۲ مارس ۱۹۸۴) خوانندهٔ اهل هند است. او که به گسترهٔ صوتی وسیع و تطبیق‌پذیری‌اش مشهور است، یکی از پرکارترین و محبوب‌ترین خوانندگان هند به شمار می‌رود. او برای فیلم‌ها و آلبوم‌ها به زبان‌های مختلف هندی ترانه ضبط کرده و جوایز متعددی از جمله چهار جایزه ملی فیلم، چهار جایزه فیلم ایالت کرالا، دو جایزه فیلم ایالت تامیل نادو، هفت جایزه فیلم‌فیر و ده جایزه فیلم‌فیر جنوب دریافت کرده است. غوشال در برهامپور، بنگال غربی، در خانواده‌ای بنگالی به دنیا آمد و در شهر کوچک راواتباتا در نزدیکی کوتا، راجستان بزرگ شد. در سن شانزده سالگی، پس از برنده شدن در مسابقه تلویزیونی س ری گا ما، مورد توجه فیلمساز سانجای لیلا بانسالی قرار گرفت که اولین کار او در بالیوود را با فیلم حماسی رمانتیک خود دوداس (۲۰۰۲) فراهم کرد و برای آن جایزه ملی فیلم بهترین خواننده زن پلی‌بک و جایزه فیلم‌فیر بهترین خواننده زن پلی‌بک را دریافت کرد.
گوشال در کنار خوانندگی پلی‌بک، در چندین برنامه تلویزیونی به عنوان داور حضور داشته و در موزیک ویدئوها نیز ظاهر شده است. او از طریق کنسرت‌ها و تورهای خود در سراسر جهان اجرا می‌کند. او به دلیل فعالیت‌های بشردوستانه‌اش نیز شناخته شده و از اهداف مختلفی حمایت می‌کند. در سال ۲۰۱۳، او در بریتانیا مورد تقدیر قرار گرفت و مجلس عوام بریتانیا به او بالاترین افتخار را در لندن اعطا کرد. او پنج بار در فهرست ۱۰۰ سلبریتی برتر هند در مجله فوربز قرار گرفته است. در سال ۲۰۱۷، او اولین خواننده هندی شد که مجسمه مومی‌اش در موزه مادام توسو به نمایش درآمد. او در سال ۲۰۱۵ با دوست دوران کودکی خود، شیلادیتیا موکاپادیایا، ازدواج کرد و این زوج یک پسر دارند.

## فیلم شناسی
- دوداس
- خواسته (فیلم)
- اعتبار (فیلم)
- یونیفورم قهوه‌ای
- من اکنون اینجایم
- دوست‌دختر (فیلم ۲۰۰۴)
- موج (فیلم ۲۰۰۴)
- باج‌گیری (فیلم ۲۰۰۵)
- معما (فیلم ۲۰۰۵)
- شکلات (فیلم ۲۰۰۵)
- باران (فیلم ۲۰۰۵)
- بابل (فیلم ۲۰۰۶ هندی)
- سایه